# Syrrhopodon trachyphyllus
Syrrhopodon trachyphyllus là một loài rêu trong họ Calymperaceae. Loài này được Mont. mô tả khoa học đầu tiên năm 1856.